# Luis Luque
Luis Antonio Pedro Barattero (Buenos Aires; 12 de junio de 1956), conocido artísticamente como Luis Luque, es un actor argentino.
Es conocido por sus papeles de villano tanto en la pantalla chica como en el cine.

## Biografía
Luis Luque ha trabajado como actor tanto en teatro como en cine y televisión. Tiene una carrera de más de cuarenta años. Participó de algunas recordadas películas como Cuarteles de invierno, Carlos Monzón, el segundo juicio donde interpretaba a un médico cirujano. También encarnó a un policía engañado en la comedia Tiempo de valientes, dirigida por Damián Szifron.
En televisión se pueden destacar personajes su rol protagónico en la miniserie La condena de Gabriel Doyle junto a Lito Cruz, como Franco Ledesma en el policial 099 Central, un pintor bohemio en El deseo junto a Natalia Oreiro y en el año 2011 su trabajo en El puntero donde interpretó a Levante.

## Vida personal
Desde 1996 está en pareja con la actriz Silvia Kutika.

## Filmografía

### Televisión
| Año       | Programa                                       | Personaje                 | Canal                           | Notas              |
| --------- | ---------------------------------------------- | ------------------------- | ------------------------------- | ------------------ |
| 1981      | Barracas al sur                                | -                         | Canal 9                         | Elenco de reparto  |
| 1981-1982 | Aprender a vivir                               | Eduardo                   | Canal 9                         | Elenco de reparto  |
| 1982      | El ciclo de Guillermo Bredeston y Nora Cárpena | Abel                      | Canal 9                         | Actuación especial |
| 1982      | El ciclo de Guillermo Bredeston y Nora Cárpena | Tony                      | Canal 9                         | Actuación especial |
| 1984      | Dos vidas y un destino                         | Leonardo                  | Canal 13                        | Elenco de reparto  |
| 1984      | Tal como somos                                 | -                         | Canal 11                        | Actuación especial |
| 1984      | Lucia Bonelli                                  | -                         | Canal 11                        | Elenco de reparto  |
| 1985      | Marina a la noche                              | -                         | Canal 13                        | Actuación especial |
| 1985      | Libertad condicionada                          | -                         | Canal 9                         | Elenco de reparto  |
| 1985      | Los exclusivos del 11                          | -                         | Canal 11                        |                    |
| 1986      | Claudia Morán                                  | Raúl Linares              | Canal 11                        | Protagonista       |
| 1987      | Vínculos                                       | -                         | Canal 13                        | Actuación especial |
| 1987      | Ficciones                                      | -                         | ATC                             | Actuación especial |
| 1990      | Atreverse                                      | Eugenio                   | Telefe                          | Actuación especial |
| 1990      | Rebelde                                        | Andrés Morán              | Canal 9                         | Elenco de reparto  |
| 1991      | Buenos Aires, háblame de amor                  | Ramón                     | ATC                             | Elenco de reparto  |
| 1992      | Alta Comedia                                   | -                         | Canal 9                         | Actuación especial |
| 1992-1993 | Antonella                                      | Gastón Cornejo Mejía      | Canal 13                        | Antagonista        |
| 1993      | El oro y el barro                              | -                         | Canal 9                         | Elenco de reparto  |
| 1993      | Primer amor                                    | Braulio                   | Canal 9                         | Actuación especial |
| 1993      | Alta Comedia                                   | -                         | Canal 9                         | Actuación especial |
| 1994      | La marca del deseo                             | -                         | Telefe                          | Actuación especial |
| 1994-1995 | Sin condena                                    | Varios personajes         | Canal 9                         | Protagonista       |
| 1995-1996 | Hola papi!                                     | Gabriel                   | Canal 13                        | Elenco de reparto  |
| 1996      | Como pan caliente                              | Natalio                   | Canal 13                        | Elenco de reparto  |
| 1997      | El Garante                                     | Eduardo                   | Canal 9                         | Actuación especial |
| 1998      | La condena de Gabriel Doyle                    | Gabriel Doyle             | Canal 9                         | Protagonista       |
| 2000      | Los buscas de siempre                          | Raúl Benavides            | Canal 9                         | Elenco de reparto  |
| 2000      | Tiempo final                                   | Episodio: Los Amigos      | Telefe                          | Actuación especial |
| 2001      | Yago, pasión morena                            | Ramón                     | Telefe                          | Elenco de reparto  |
| 2001      | Tiempo final                                   | Episodio: Bomba tres      | Telefe                          | Actuación especial |
| 2002      | 099 Central                                    | Franco Ledesma            | Canal 13                        | Antagonista        |
| 2002      | Son amores                                     | -                         | Canal 13                        | Actuación especial |
| 2002      | Infieles                                       | -                         | Telefe                          | Actuación especial |
| 2003      | Los Simuladores                                | Carlos Lorenzo            | Telefe                          | Actuación especial |
| 2004      | El deseo                                       | Flauta                    | Telefe                          | Elenco de reparto  |
| 2004      | Epitafios                                      | Comisario Ramírez         | HBO                             | Elenco de reparto  |
| 2004      | Quinto mandamiento                             | -                         | América TV                      | Actuación especial |
| 2005      | Botines                                        | D´Angelo                  | Canal 13                        | Actuación especial |
| 2005      | Mujeres asesinas                               | Comisario Ramírez         | Canal 13                        | Actuación especial |
| 2006      | Un cortado, historias de café                  | -                         | Canal 7                         | Actuación especial |
| 2006      | Mujeres asesinas                               | Marcelo                   | Canal 13                        | Actuación especial |
| 2006      | Mujeres asesinas                               | Osvaldo                   | Canal 13                        | Actuación especial |
| 2007      | Mujeres de nadie                               | Guillermo Gutiérrez       | Canal 13                        | Protagonista       |
| 2008      | Una de dos                                     | Oscar                     | Telefe                          | Protagonista       |
| 2011      | El puntero                                     | Levante                   | Canal 13                        | Protagonista       |
| 2012      | Babylon                                        | Comisario Clay            | Canal 9                         | Protagonista       |
| 2014      | Sres. Papis                                    | Roberto Roby Carbonetti   | Telefe                          | Antagonista        |
| 2015      | Signos                                         | Darío Castelani           | Canal 13                        | Actuación especial |
| 2015      | Variaciones Walsh                              | Comisario Mariano Jiménez | TV Pública                      | Protagonista       |
| 2016      | La casa del mar                                | Manuel Rocca              | OnDirecTV                       | Antagonista        |
| 2017-2019 | El jardín de bronce                            | César Doberti             | HBO                             | Antagonista        |
| 2017      | Cartoneros                                     | Chino Suárez              | Canal 9                         | Protagonista       |
| 2017-2018 | Un gallo para Esculapio                        | Pedro "Yiyo" Guzmán       | TNT / Telefe / Cablevision Flow | Antagonista        |
| 2020-2021 | El Tigre Verón                                 | Yoryi Alvarado            | Canal 13                        | Antagonista        |
| 2022      | El marginal                                    | Coco                      | Netflix                         | Antagonista        |

### Cine
- 1984: Cuarteles de invierno
- 1985: Sucedió en el internado
- 1987: El dueño del sol
- 1994: Despertar de pasiones
- 1995: Más allá del límite
- 1999: La venganza
- 2000: Buenos Aires plateada
- 2000: Ojos que no ven
- 2002: Un día de suerte como Hernando.
- 2002: Cacería como Daniel.
- 2003: Soy tu aventura como Adrián "Yaco" Ramírez.
- 2003: Ciudad del Sol como Tito.
- 2005: El buen destino
- 2005: La mala hora como Aristóteles Messina.
- 2005: Tiempo de valientes como Alfredo Díaz.
- 2007: Tres de corazones como Coria.
- 2007: La velocidad funda el olvido como padre.
- 2008: La leyenda como Germán Vallejos.
- 2009: Paco como Juanjo.
- 2009: Anita como Félix.
- 2010: Pájaros volando como Miguel González "Freedom".
- 2010: Juntos para siempre como Fabián.
- 2010: Zenitram
- 2010: Mis días con Gloria como Roberto Sánchez.
- 2010: Más adelante (corto) como El oligarca.
- 2010: Chasqui (corto) como Brujo indio.
- 2011: El gato desaparece
- 2012: Ley primera
- 2014: Gato negro
- 2014: El amor y otras historias
- 2016: Tiempo muerto[4]
- 2017: Despido procedente como Eduardo
- 2019: La mujer de al lado
- 2020: El robo del siglo
- 2022: Hoy se arregla el mundo
- 2022: Un crimen argentino
- 2022: El gerente

### Videos musicales
- 2004: Solo voy, de La 25
- 2010: Magia, de La Franela
- 2018: El Hada Verde, de The Niños

## Premios y nominaciones
| Año  | Premio               | Categoría                                  | Programa                   | Resultado |
| ---- | -------------------- | ------------------------------------------ | -------------------------- | --------- |
| 2002 | Premio Martín Fierro | Actor de reparto                           | 099 Central                | Nominado  |
| 2003 | Premio Martín Fierro | Participación especial masculina           | Los simuladores            | Ganador   |
| 2004 | Premio Martín Fierro | Actor de reparto en drama                  | El deseo                   | Nominado  |
| 2005 | Premio Martín Fierro | Actor protagonista de unitario o miniserie | Botines y Mujeres asesinas | Nominado  |
| 2006 | Premio Martín Fierro | Actor protagonista de unitario o miniserie | Mujeres asesinas           | Nominado  |
| 2007 | Premio Martín Fierro | Actor protagonista de novela               | Mujeres de nadie           | Ganador   |
| 2008 | Premio Martín Fierro | Actor de reparto en drama                  | Epitafios                  | Nominado  |
| 2009 | Premio Martín Fierro | Actor de reparto en drama                  | Epitafios                  | Nominado  |
| 2017 | Premio Martín Fierro | Actor de reparto                           | Un gallo para Esculapio    | Ganador   |

| Año  | Premio                  | Categoría                        | Película            | Resultado |
| ---- | ----------------------- | -------------------------------- | ------------------- | --------- |
| 2006 | Premios Cóndor de Plata | Mejor actor                      | Tiempo de valientes | Nominado  |
| 2008 | Premios Cóndor de Plata | Mejor actor                      | Tres de corazones   | Nominado  |
| 2011 | Premios Konex           | Diploma al mérito: actor de cine | Él mismo            | Ganador   |
| 2012 | Premios Cóndor de Plata | Mejor actor                      | El gato desaparece  | Ganador   |